# Білчешть
Білчешть, Білчешті (рум. Bilcești) — село у повіті Арджеш в Румунії. Входить до складу комуни Валя-Маре-Правец.
Село розташоване на відстані 121 км на північний захід від Бухареста, 50 км на північ від Пітешть, 147 км на північний схід від Крайови, 57 км на південний захід від Брашова.

## Населення
За даними перепису населення 2002 року у селі проживали 203 особи, усі — румуни. Усі жителі села рідною мовою назвали румунську.